# Fédération aéronautique internationale
Pour les articles homonymes, voir FAI.
La Fédération aéronautique internationale (FAI) est une organisation à but non lucratif, sise à Lausanne, en Suisse, qui regroupe 86 membres.

## Histoire
La FAI a été créée lors d'une conférence organisée à Paris en France les 12 et 14 octobre 1905, à la suite d'une résolution adoptée par le Congrès olympique à Bruxelles le 10 juin 1905, demandant la création d'une association « chargée de réglementer le sport du vol ». Des représentants de huit pays ont assisté à la conférence, présidée par Roland Bonaparte : Belgique (Aéro Club Royal de Belgique, fondé en 1901), France (Aéro-Club de France, 1898), Allemagne (Deutscher Aero Club e.V. (de)), Royaume-Uni (Royal Aero Club, 1901), Italie (Aero Club d'Italia (it), 1904), Espagne (Real Aero Club de España (es), 1905), Suisse (Aero-Club der Schweiz, 1900) et États-Unis (Aero Club of America, 1905).
À sa création, la FAI s'est donné comme objectif principal de cataloguer méthodiquement les diverses performances obtenues afin qu'elles soient connues de tous, de les identifier dans leurs éléments pour les rendre comparables et de les contrôler de façon à garantir la propriété indiscutable à leurs titulaires.
Dans ce but, la Fédération organisa également un certain nombre de compétitions aéronautiques. De 1929 à 1934, sur proposition de la délégation française (Fédération française aéronautique), elle organisa le Challenge international de tourisme composé de diverses épreuves techniques suivies d'un rallye aérien couvrant l'Europe. La première participation féminine à une épreuve date de 1913, quand Marie Goldschmidt concourt avec René Rumpelmayer (pl) à la Coupe aéronautique Gordon Bennett et remporte la sixième place.
En 1995, la FAI comptait environ 80 pays membres actifs. Organisation internationale non gouvernementale à but non lucratif, la FAI a pour objectif principal le développement des activités aéronautiques et astronautiques dans le monde. Ses statuts actuels précisent les moyens pour y parvenir :
- mettre en évidence l'esprit essentiellement international de l'aéronautique comme puissant instrument de rapprochement des peuples dans une compréhension mutuelle et une fraternité sans considérations politiques, raciales ou religieuses ; d'aide à l'émergence d'une bonne volonté internationale et à la construction d'un monde meilleur et plus pacifique ;
- promouvoir les qualités physiques et morales, les connaissances et le savoir-faire techniques comme éléments fondamentaux pour les activités astronautiques et les sports aériens ;
- rassembler les hommes et femmes pratiquant les sports aériens dans le monde au cours de compétitions internationales ;
- éduquer les jeunes au travers du sport dans un esprit de compréhension mutuelle et de fraternité ;
- coordonner les efforts séparés de ses membres pour favoriser l'aéronautique et l'astronautique à travers le monde ;
- protéger et sauvegarder les intérêts de ses membres dans l'utilisation de l'espace aérien ;
- être une tribune pour l'échange d'informations et permettre la discussion de problèmes communs avec d'autres organismes de l'aviation civile.

Elle réglemente toutes les compétitions du domaine aéronautique aussi bien pour les aéronefs pilotés que non pilotés.
Elle valide les records des aviateurs et, plus récemment, les différents exploits des astronautes.

## Commissions
La FAI assure son rôle d'organisme international à travers différentes commissions chargées de gérer une activité aéronautique particulière.
- Le vol à voile, avec la Commission internationale de vol à voile (CIVV), renommée FAI Gliding Commission (IGC)[3]
- La voltige aérienne à travers la Commission internationale de voltige aérienne – CIVA[4]
- Le modélisme aérien à travers la Commission internationale d'aéromodélisme – CIAM[5]
- Les aérostats avec la Commission internationale de l'aérostation – CIA[6]
- Les enregistrements de records mondiaux avec  la Commission générale de l'aviation – GAC[7]
- Le vol libre avec la Commission Internationale du Vol Libre – CIVL[8]
- Les aéronefs de construction amateur avec la Commission internationale des aéronefs de construction amateur – CIACA[9]
- La micro-aviation, les paramoteurs et les ULM avec la Commission internationale de microaviation – CIMA[10]
- Le saut en parachute et la chute libre avec la FAI Skydiving Commission – ISC [11]
- Les hélicoptères et aéronefs à voilure tournante avec la Commission internationale de giraviation – CIG[12]

Pour chacune de ces commissions, la FAI maintient une nomenclature comprenant des subdivisions. Par exemple, la nomenclature de la Commission de giraviation comprend deux groupes, les moteurs à pistons ou rotatif à cycle 2 ou 4 temps d'un côté et les turbines de l'autre. S'y ajoutent trois classes : les hélicoptères, les autogires et les convertiplanes. Les aéronefs sont classés selon leur masse, allant d'une catégorie de masse inférieure à 500 kg jusqu'à la catégorie de 10000 kg à moins de 20000 kg. Les records applicables concernent l'altitude, la distance, la vitesse selon différents parcours avec ou sans charge, la plus grande charge transportée, etc.

## Distinctions
- Depuis 1924, la médaille d'or de l'Air récompense ceux ayant permis le développement de l'aéronautique.
- La médaille Lilienthal, décernée depuis 1938, et la médaille Pelagia Majewska, attribuée depuis 1989, récompensent les personnes qui se sont distinguées par leur performance ou leur implication notable dans le domaine du vol à voile. La médaille Majewska est réservée aux femmes.
- En 1952, est créé le diplôme Paul Tissandier, qui récompense un exploit sportif aéronautique ou ayant servi la cause de l'aéronautique.

## Sport

### Événements
| Date        | Compétition                          | Lieu   | Périodicité |
| ----------- | ------------------------------------ | ------ | ----------- |
| 1929-1934   | Challenge international de tourisme  | Europe | biannuelle  |
| Depuis 1937 | Championnats du monde de vol à voile | Monde  | annuelle    |
| Depuis 1982 | Championnats d'Europe de vol à voile | Europe | biannuelle  |
| Depuis 1997 | World Air Games                      | Monde  | ?           |
| Depuis 1995 | FAI World Grand Prix                 | Monde  | ?           |
| ?           | World Precision Flying Championship  | Monde  | ?           |

## Présidents de la FAI
|    | Période d'activité   | Portraits          | Nom                     | Nationalité      |
| -- | -------------------- | ------------------ | ----------------------- | ---------------- |
| 1  | 1905 - 1925 (20 ans) | Étienne van Zuylen | Roland Bonaparte        | France           |
| 2  | 1925 - 1930 (5 ans)  | Étienne van Zuylen | Henry de La Vaulx       | France           |
| 3  | 1930 - 1941 (11 ans) | Valentin Bibescu   | George-Valentin Bibesco | Roumanie         |
| 4  | 1942 - 1946 (4 ans)  |                    | Godfrey Lowell Cabot    | États-Unis       |
| 5  | 1946 - 1948 (2 ans)  |                    | John Moore-Brabazon     | Royaume-Uni      |
| 6  | 1948 - 1950 (2 ans)  |                    | William R. Enyart       | États-Unis       |
| 7  | 1950 - 1952 (2 ans)  |                    | A. de La Grange         | France           |
| 8  | 1952 - 1954 (2 ans)  |                    | Cornelio Kolff          | Pays-Bas         |
| 9  | 1954 - 1956 (2 ans)  |                    | K.J.G. Bartlett         | Royaume-Uni      |
| 10 | 1956 - 1958 (2 ans)  |                    | Charles Sillevaerts     | Belgique         |
| 11 | 1958 - 1960 (2 ans)  | Étienne van Zuylen | Jacqueline Cochran      | États-Unis       |
| 12 | 1960 - 1962 (2 ans)  |                    | Jacques Allez           | France           |
|    |                      |                    |                         |                  |
| 33 | 2014 - 2016 (2 ans)  |                    | John Grubbström         | Suède            |
| 34 | 2016 - 2018 (2 ans)  |                    | Frits Brink             | Pays-Bas         |
| 35 | 2018 - 2020 (2 ans)  |                    | Robert Henderson        | Nouvelle-Zélande |
| 36 | Depuis 2020          |                    | David Monks             | Royaume-Uni      |

## Sources
- Brochure de présentation de la FAI 1905-1995 (1995)
- Statuts et règlements généraux de la FAI (1920)